# Perker (film)
Perker er en dansk novellefilm fra 2002. Filmen er instrueret af Dennis Holck Petersen og manuskriptet er af Frederik Meldal Nørgaard.
Filmen blev produceret af Dansk Novellefilm og Radiator Film.

## Handling
Lederen af skinheadgruppen White Rage bliver slemt invalideret efter et opgør med en rivaliserende indvandrerbande og han indlægges på hospitalet. Lillebroderen Jens er herefter den naturlige arvtager til banden. Men Jens er træt af vold og han indgår en aftale om våbenhvile med indvandrerbanden. Da det går op for Jens at hans tro hjælper Lars modarbejder ham i det skjulte, tvinges han til at vælge side. Slagsmålet mellem banderne er blevet en del af kampen om lederskabet i White Rage, og Jens' eneste allierede synes pludselig at være Mohammed, lederen af indvandrerbanden.

## Medvirkende
| Skuespiller              | Rolle    |
| ------------------------ | -------- |
| Frederik Meldal Nørgaard | Jens     |
| Anders Brink Madsen      | Lars     |
| Saied Zoghi              | Muhammed |
| Mira Wanting             | Sanne    |
| Uffe Kristensen          | Betjent  |
| Brita Ann Larsen         | Betjent  |
| Nadia Nielsen            | Stripper |
| Jacob Lohmann            | Stig     |
| Sohail A. Hassan         | Lægen    |